# Casa dels Braus
La Casa dels Braus és un edifici situat a la Gran Via de les Corts Catalanes, 798-814, cantonada amb el carrer de Padilla de Barcelona, catalogat com a bé amb elements (categoria C).

## Història i descripció
Obra dels arquitectes Antoni de Moragas i Gallissà i Ricard de Riba de Salas, va ser construïda el 1959. És un conjunt de tres edificis de grans dimensions que acullen diversos locals comercials i d'oficines i 178 habitatges. Ocupa un solar irregular i en cantonada, però es va projectar a partir d'un model de planta rectangular per tal d'evitar la complicació del xamfrà i es va aprofitar la veïna església del Remei per a obrir una nova façana perpendicular a la Gran Via.
Les façanes són de maó i de formigó armat vistos, material que es torna a utilitzar en l'estructura de la planta baixa. Pel que fa a l'interior dels habitatges, val la pena valorar la solució de col·locar les terrasses davant del dormitori principal, essent accessibles des dels menjadors-estar, i la decoració dels intradossos d'aquestes (i dels vestíbuls) amb fotografies de curses de braus realitzades pel fotògraf Francesc Català Roca. Les enormes imatges en blanc i negre són diferents en funció del pis en què es troben: al primer pis hi ha una mescla de temes taurins; al segon destaca el toreig de capa, mentre que a la tercera, les fotos relaten una tots els terços de la lídia, des de la desfilada en comitiva fins que s'arrossega al toro. A l'entrada del primer dels tres edificis hi havia unes ampliacions fotogràfiques que recobrien dos paraments d'aquest, també amb temes taurins i pintures semblants a les rupestres d'Altamira.
Durant unes reformes que hi va haver es van canviar les fotografies de la porteria que s'havien deteriorat, per unes de noves que reprodueixen el brodat de l'armilla d'un picador. A més, en un mur del primer replà hi ha una escultura de Josep Maria Subirachs que representa un esquema de la pell del toro amb la nomenclatura que donen els adobers de la pell a les seves parts.